# ربه‌کا ویساکی
ربه‌کا ویساکی (انگلیسی: Rebecca Wisocky؛ زادهٔ ۱۲ نوامبر ۱۹۷۱) یک هنرپیشه اهل ایالات متحده آمریکا است. وی از سال ۱۹۹۵ میلادی تاکنون مشغول فعالیت بوده‌است.

## گزیدهٔ آثار

### سینما
- پولاک (۲۰۰۰)
- اطلس شورید: قسمت اول (۲۰۱۱)

### تلویزیون
- روزی روزگاری (۲۰۱۴)
- خدمتکاران حیله‌گر (۲۰۱۳)
- ذهن‌های مجرم (۲۰۱۲)
- کدبانوهای وامانده (۲۰۱۲)
- خون حقیقی (۲۰۱۱)
- منتالیست (۲۰۱۳–۲۰۱۰)
- بورلی هیلز ۹۰۲۱۰ (۲۰۱۱–۲۰۱۰)
- عشق بزرگ (۲۰۱۱)
- سی‌اس‌آی (۲۰۰۹)
- استخوان‌ها (۲۰۰۹)
- بتی بی‌ریخته (۲۰۰۷)
- ان‌سی‌آی‌اس (۲۰۰۶)
- سوپرانوز (۲۰۰۶)
- قانون و نظم: واحد قربانیان ویژه (۲۰۰۶ و ۲۰۰۳)
- قانون و نظم (۲۰۰۳)
- سکس و شهر (۲۰۰۰)